# But Here We Are
But Here We Are — одинадцятий студійний альбом американського гурту Foo Fighters, представлений 2 червня 2023 року. Продюсерами альбому стали Грег Курстін і сам гурт. Це перша робота колективу після смерті барабанщика Тейлора Гокінса 25 березня 2022 року. У записі всіх барабанних партій цього альбому взяв участь фронтмен гурту Дейв Ґрол через відсутність Гокінса. Перед виходом альбому були випущені два сингли — «Rescued» і «Under You», а також промо-сингли «Show Me How» і «The Teacher». Для туру на підтримку альбому новим барабанщиком гурту став Джош Фріз.
«But Here We Are» присвячений як Гокінсу, так і Вірджинії; остання з них — мати Дейва Ґрола, яка померла в липні 2022 року.

## Список пісень
Автор музики і слів Foo Fighters. 
| Список пісень альбому But Here We Are | Список пісень альбому But Here We Are | Список пісень альбому But Here We Are |
| #                                     | Назва                                 | Тривалість                            |
| ------------------------------------- | ------------------------------------- | ------------------------------------- |
| 1.                                    | «Rescued»                             | 4:18                                  |
| 2.                                    | «Under You»                           | 3:39                                  |
| 3.                                    | «Hearing Voices»                      | 3:48                                  |
| 4.                                    | «But Here We Are»                     | 4:43                                  |
| 5.                                    | «The Glass»                           | 3:49                                  |
| 6.                                    | «Nothing at All»                      | 3:27                                  |
| 7.                                    | «Show Me How»                         | 4:53                                  |
| 8.                                    | «Beyond Me»                           | 3:54                                  |
| 9.                                    | «The Teacher»                         | 10:04                                 |
| 10.                                   | «Rest»                                | 5:33                                  |
| 48:08                                 |                                       |                                       |

## Учасники запису
Foo Fighters
- Дейв Ґрол — вокал, гітара, барабани, продюсування
- Нейт Мендел — бас-гітара, продюсування
- Кріс Шифлетт — гітара, продюсування
- Пет Смір — гітара, продюсування
- Рамі Джаффі — клавішні, продюсування

Додаткові музиканти
- Вайолет Ґрол — вокал на «Show Me How»

Додатковий персонал
- Грег Курстін — продюсування
- Спайк Стент — міксинг
- Ренді Меррілл — мастеринг
- Morning Breath, Inc. — художнє оформлення, дизайн

## Чарти

### Тижневі чарти
| Чарт (2023)                                          | Найвища позиція |
| ---------------------------------------------------- | --------------- |
| Австралія Australian Albums (ARIA)                   | 1               |
| Австрія Austrian Albums (Ö3 Austria)                 | 2               |
| Бельгія Belgian Albums (Ultratop Flanders)           | 2               |
| Бельгія Belgian Albums (Ultratop Wallonia)           | 3               |
| Канада Canadian Albums (Billboard)                   | 4               |
| Данія Danish Albums (Hitlisten)                      | 25              |
| Нідерланди Dutch Albums (MegaCharts)                 | 2               |
| Фінляндія Finnish Albums (Suomen virallinen lista)   | 6               |
| Франція French Albums (SNEP)                         | 10              |
| Німеччина German Albums (Offizielle Top 100)         | 4               |
| Greek Albums (IFPI Greece)                           | 27              |
| Угорщина Hungarian Albums (MAHASZ)                   | 37              |
| Ірландія Irish Albums (OCC)                          | 3               |
| Італія Italian Albums (FIMI)                         | 15              |
| Японія Japanese Albums (Oricon)                      | 25              |
| Japanese Digital Albums (Oricon)                     | 11              |
| Japanese Hot Albums (Billboard Japan)                | 26              |
| Japanese Rock Albums (Oricon)                        | 6               |
| Нова Зеландія New Zealand Albums (Recorded Music NZ) | 1               |
| Норвегія Norwegian Albums (VG-lista)                 | 5               |
| Португалія Portuguese Albums (AFP)                   | 2               |
| Шотландія Scottish Albums (OCC)                      | 1               |
| Іспанія Spanish Albums (PROMUSICAE)                  | 9               |
| Швеція Swedish Albums (Sverigetopplistan)            | 8               |
| Швейцарія Swiss Albums (Schweizer Hitparade)         | 1               |
| Велика Британія UK Albums (OCC)                      | 1               |
| Велика Британія UK Rock & Metal Albums (OCC)         | 1               |
| США Billboard 200                                    | 8               |
| США Top Alternative Albums (Billboard)               | 1               |
| США Top Hard Rock Albums (Billboard)                 | 1               |
| США Top Rock Albums (Billboard)                      | 2               |

### Річні чарти
| Чарт (2023)                            | Позиція |
| -------------------------------------- | ------- |
| Belgian Albums (Ultratop Flanders)     | 148     |
| UK Cassette Albums (OCC)               | 17      |
| UK Vinyl Albums (OCC)                  | 17      |
| US Top Current Album Sales (Billboard) | 42      |
| US Top Rock Albums (Billboard)         | 44      |

## Сертифікації
| Регіон                                                      | Сертифікація | Продажі |
| ----------------------------------------------------------- | ------------ | ------- |
| Велика Британія (BPI)                                       | Срібний      | 60 000  |
| продажі+прослуховування, що базуються лише на сертифікаціях |              |         |